# Synalibas aptera
Synalibas aptera är en insektsart som beskrevs av Sigfrid Ingrisch 2001. Synalibas aptera ingår i släktet Synalibas och familjen torngräshoppor. Inga underarter finns listade i Catalogue of Life.